# Каширин (Рязанская область)
Каши́рин — посёлок в Александро-Невском районе Рязанской области, административный центр Каширинского сельского поселения.

## Географическое положение
Посёлок расположен на берегу реки Хупта в 2 км на север от райцентра посёлка Александро-Невский.

## История
Образован после Великой Отечественной войны как посёлок совхоза Александро-Невский в составе Боровковского сельсовета Новодеревенского района, в 1980-е годы центр Норовского сельсовета, с 2005 года — центр Каширинского сельского поселения.

## Население
| 2010 | 2023 |
| ---- | ---- |
| 921  | ↘708 |

## Инфраструктура
В посёлке расположены Каширинская начальная общеобразовательная школа (филиал МБОУ Александро-Невская СОШ), детский сад, Норовский фельдшерско-акушерский пункт, отделение почтовой связи. До 2012 года в действовало профессиональное училище № 30.